# Frédéric Bérat
Frédéric Bérat, född den 11 mars 1801 i Rouen, död den 2 december 1855 i Paris, var en fransk visdiktare.
Han skrev flera framgångsrika sånger under 1840-talet, men hans mest kända är en av hans första: Ma Normandie (1836), som antogs som hymn av Jersey och som fortfarande är en regional favorit i Normandie. Mer än en miljon exemplar trycktes under hans livstid och den fortsätter att återutges med jämna mellanrum.
Bérat, som var vän till Béranger, skrev ord och musik till intagande visor, som var mycket omtyckta på sin tid (bland annat Ma Normandie, Le marchand de chansons, Le berger normand och La Lisette de Béranger).